# Felix Dahn
Felix Ludwig Julius Dahn (Hamburgo; 9 de febrero de 1834 - Breslau, 1912) fue un historiador, jurista y poeta alemán.

## Biografía
Felix Dahn nació en la ciudad de Hamburgo, y fue el hijo mayor de Friedrich Dahn (1811 - 1889) y Constance Le Gaye, ambos, destacados actores dramáticos de la ciudad. 

## Obra
Las obras de Dahn fueron muy influyentes en la expansión y formación de la concepción de la historia europea durante el primer milenio que dominó los países de habla alemana a finales del siglo XIX y XX. Su obra titulada Vorgeschichte (Prehistoria) que contó de varios volúmenes, fue una cronología de los Völkerwanderung Europea (Período de Migración) que apareció por primera vez en versión impresa en 1883, fue tan definitivo que las versiones abreviadas se reimprimieron hasta finales de 1970. Su obra contribuyó a la fundación del nacionalsocialismo en Alemania.
Aunque Dahn escribió en el estilo del romanticismo alemán, fue uno de los primeros historiadores de incorporar puntos de vista socioeconómico moderno, al menos en un nivel cualitativo. Aquí está una lista de los escritos más significativos de Félix Dahn:
- 1861 - 1911 Die Könige der Germanen
- 1865 Prokopius von Cäsarea. Ein Beitrag zur Historiographie der Völkerwanderung und des sinkenden Römertums
- 1875 König Roderich
- 1876 Ein Kampf um Rom (inglês: Struggle for Rome ou A fight for Rome)
- 1877 Die Staatskunst der Frauen
- 1884 Die Kreuzfahrer
- 1883 Urgeschichte der germanischen und romanischen Völker
- 1882 - 1901 Kleine Romane aus der Völkerwanderung
- 1893 Julian der Abtrünnige
- 1902 Herzog Ernst von Schwaben

## Literatura
- Festgabe für Felix Dahn zu seinem fünfzigjährigen Doktorjubiläum. Neudr. d. Ausg. Breslau 1905. Scientia-Verlag, Aalen 1979. ISBN 3-511-00881-6
- Kurt Frech. Felix Dahn. Die Verbreitung völkischen Gedankenguts durch den historischen Roman, in: Uwe Puschner, Walter Schmitz, Justus H. Ulbricht (eds.) Handbuch zur „Völkischen Bewegung“ 1871–1918, Múnich, New Providence, Londres, París 1996, pp. 685–698. ISBN 3-598-11241-6
- Rainer Kipper. Der völkische Mythos. "Ein Kampf um Rom" von Felix Dahn. In: derselbe: Der Germanenmythos im Deutschen Kaiserreich. Formen und Funktionen historischer Selbstthematisierung. Vandenhoeck u. Ruprecht, Göttingen 2002. (= Formen der Erinnerung; 11) ISBN 3-525-35570-X
- Stefan Neuhaus. "Das Höchste ist das Volk, das Vaterland!" Felix Dahns "Ein Kampf um Rom" (1876) In: derselbe: Literatur und nationale Einheit in Deutschland. Francke, Tübingen u.a. 2002. pp. 230-243. ISBN 3-7720-3330-X
- Hans Rudolf Wahl. Die Religion des deutschen Nationalismus. Eine mentalitätsgeschichtliche Studie zur Literatur des Kaiserreichs: Felix Dahn, Ernst von Wildenbruch, Walter Flex. Winter, Heidelberg 2002. (= Neue Bremer Beiträge, 12) ISBN 3-8253-1382-4
- Annemarie Hruschka, Heiko Uecker. Dahn, Felix. In: Reallexikon der Germanischen Altertumskunde V, 2.ª ed. 1984, pp. 179–185
- Bernd Schildt. Dahn, Felix (1834–1912). In: Handwörterbuch zur deutschen Rechtsgeschichte I, 2.ª ed. 2008, pp. 917